# 1980年モスクワオリンピックのイタリア選手団
1980年モスクワオリンピックのイタリア選手団（1980ねんモスクワオリンピックのイタリアせんしゅだん）は、1980年7月19日から8月3日にかけてソビエト連邦の首都モスクワで開催された1980年モスクワオリンピックのイタリア選手団、およびその競技結果。今大会のイタリア選手団は、ソビエト連邦によるアフガニスタン侵攻への抗議として五輪旗を使用した。

## 概要
今大会は金メダル8個、銀メダル3個、銅メダル4個の合計15個のメダルを獲得した。

## メダル
| メダル | 選手名                                                                                    | 競技 | 種目             |
| ------ | ----------------------------------------------------------------------------------------- | ---- | ---------------- |
| 金     | ピエトロ・メンネア                                                                        | 陸上 | 男子200m         |
| 金     | マウリツイオ・ダミラノ                                                                    | 陸上 | 男子20km競歩     |
| 金     | サラ・シメオニ                                                                            | 陸上 | 女子走高跳       |
| 金     | エツィオ・ガンバ                                                                          | 柔道 | 男子71kg以下級   |
| 銅     | ステファーノ・マリンヴェールニ マウーロ・ズリアーニ ロベルト・トッツィ ピエトロ・メンネア | 陸上 | 男子4×400mリレー |